# Plassac (Gironde)
Plassac település Franciaországban, Gironde megyében. Lakosainak száma 942 fő (2022. január 1.). Plassac Blaye, Villeneuve, Arcins, Berson, Cars, Lamarque, Saint-Ciers-de-Canesse és Soussans községekkel határos.

## Népesség
A település népességének változása:
| Lakosok száma | 853  | 956  | 964  | 949  | 869  | 865  | 885  | 935  | 938  | 942  |
|               | 1968 | 1982 | 1990 | 2006 | 2013 | 2015 | 2017 | 2019 | 2020 | 2022 |